# Gijsbert Karel van Hogendorp

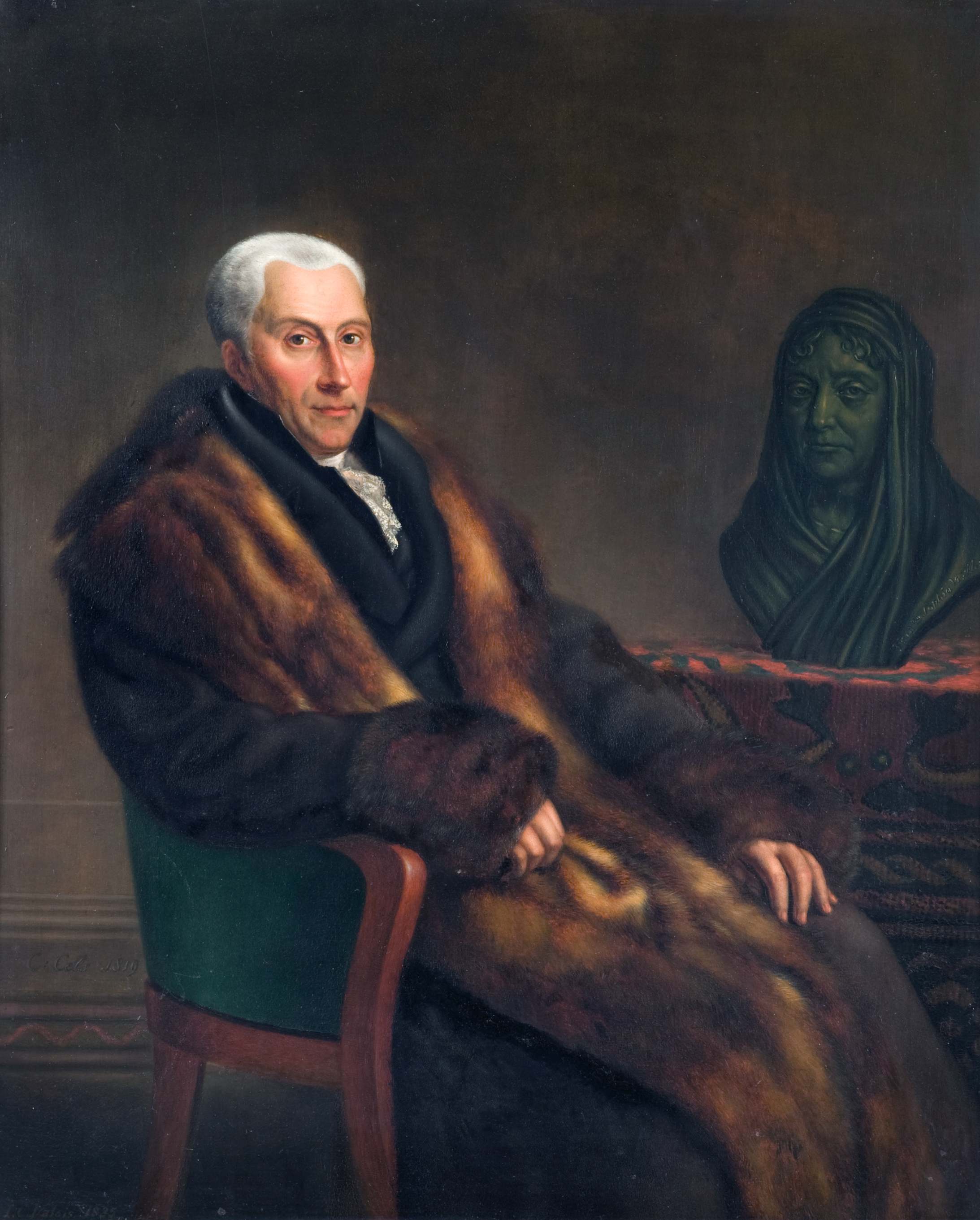
Gijsbert Karel van Hogendorp

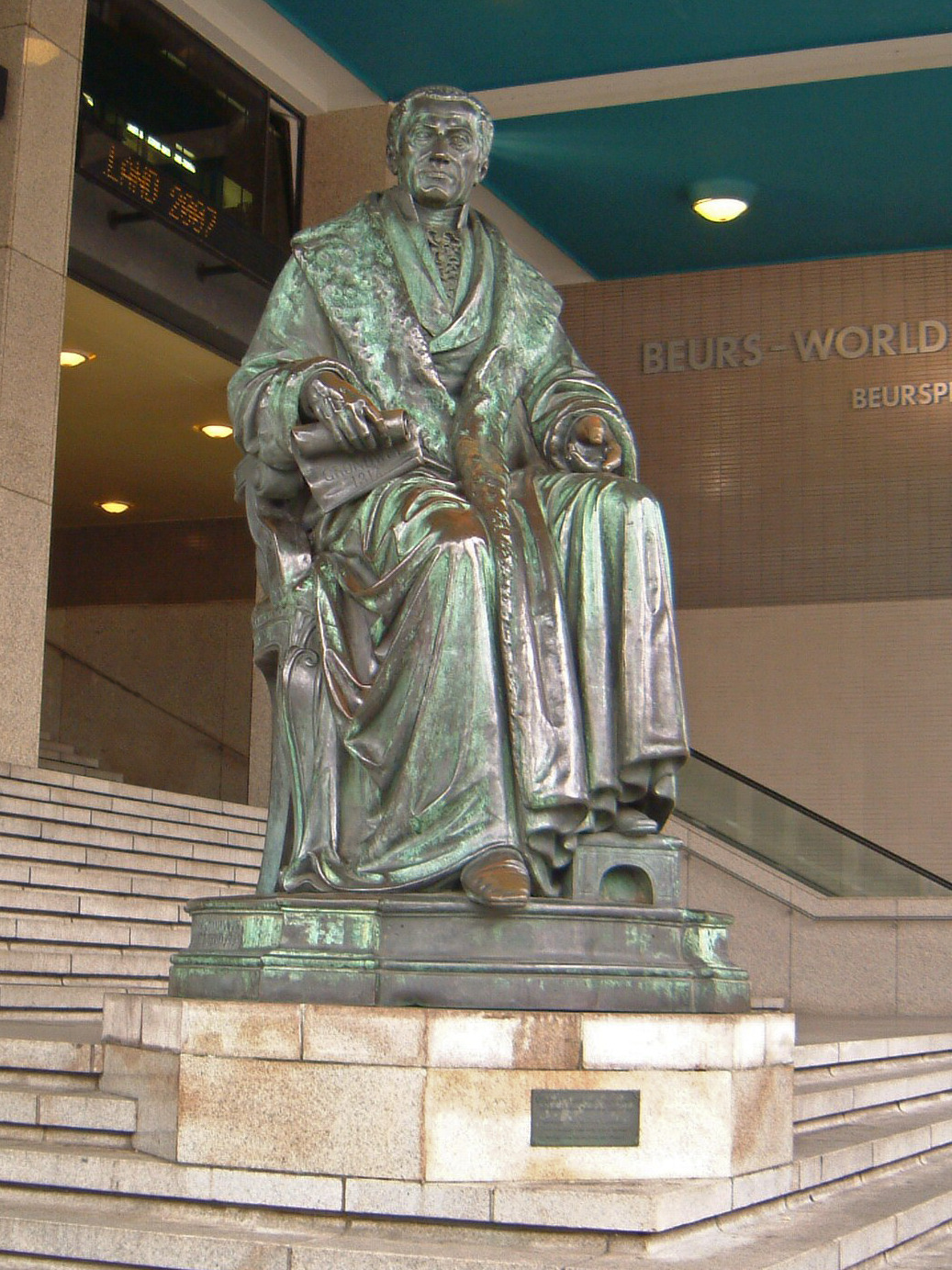
Gijsbert Karel van Hogendorp vor dem Beurs-WTC-Gebäude in Rotterdam. (Skulptur von Joseph Geefs)

Gijsbert Karel Graf van Hogendorp (* 27. Oktober 1762 in Rotterdam; † 5. August 1834 in Den Haag) war ein niederländischer Staatsmann. Er entstammte dem Geschlecht Van Hogendorp; Dirk van Hogendorp war sein älterer Bruder. Eine Nachfahrin über ihre adelige Großmutter mütterlicherseits war die Schauspielerin Audrey Hepburn.

## Leben
Er wurde im preußischen Kadettenhaus erzogen, trat 1778 in den preußischen Militärdienst ein und machte als Fähnrich den bayrischen Erbfolgekrieg mit. Johann Erich Biester unterrichtete ihn in Griechisch und Latein. In sein Vaterland zurückgekehrt, trat er 1782 in die Garde des Erbstatthalters Wilhelm V. ein. Später studierte er in Leiden Rechtswissenschaften. Er stand 1787 während der Unruhen auf oranischer Seite und wurde nach Unterdrückung derselben Pensionär (Stadtschreiber) von Rotterdam. Von diesem Posten trat er nach der Eroberung Hollands durch die Franzosen 1795 zurück, um in Amsterdam ein Kaufmannsgeschäft zu übernehmen.
Durch seinen fehlgeschlagenen Plan, eine Kolonie für die Anhänger des Hauses Oranien am Kap der Guten Hoffnung zu gründen, büßte er den größten Teil seines Vermögens ein. 1813, als die Verbündeten siegreich vordrangen, trug er wesentlich zur Befreiung Hollands vom französischen Okkupation bei, indem er die Anhänger des Prinzen von Oranien in Den Haag vereinigte. Als Präsident der Kommission, welche mit der Entwerfung der neuen Verfassungsurkunde beauftragt war, übte er einen entscheidenden Einfluss auf die übrigen Kommissionsmitglieder aus, so dass er der Haupturheber des niederländischen Staatsgrundgesetzes war. Darauf erhielt er das Departement der auswärtigen Angelegenheiten, wurde Vizepräsident des Staatsrats und 1815 Graf. Er nahm aber schon 1816 wegen Kränklichkeit seine Entlassung. Als Mitglied der Zweiten Kammer der Generalstaaten, in die er 1815 gewählt worden war, gehörte er zur Opposition gegen den Minister van Maanen. Auf seinen Platz in der Ersten Kammer verzichtete er, weil die Verhandlungen derselben nicht öffentlich waren.
Er war vom 20. September 1815 bis 22. Mai 1819 Staatsminister der Niederlande, wurde dann aber wegen Kritik an der Finanzpolitik Wilhelm I. der Niederlande dieses Titels enthoben. Er ist einer von nur sechs niederländischen Staatsministern, bei denen das der Fall war.
Er starb am 5. August 1834 in Den Haag.

## Werke
- Specimen juridicum inaugurale de aequabili descriptione subsidiorum inter gentes foederatas (Dissertation 1786)
- Verhandeling over de noodzakelijkheid eener religie in den staat (1787)
- Missive over het armenwezen (1794)
- De Unie van Utrecht herzien (1799)
- Verklaring aan het Staatsbewind (1801)
- Verhandeling over den Oost-Indischen handel/"Über den Handel nach Indien" (1801, 2 Bde.)
- Brieven aan een participant in de Oost-Indische Compagnie(1802)
- "Memoiren über den Handel nach Java" (1804)
- Bijdragen tot de huishouding van staat in het koningrijk der Nederlanden, verzameld ten dienste der Staten Generaal ("Beiträge zur Staatshaushaltung des Königreichs der Niederlande") (Delft 1818-29, 10 Bde.; 2. Aufl., hrsg. von Thorbecke, Zaltbommel 1854-56, 5 Bde.)
- "Lettres sur la prospérité publique" (Amsterdam 1830, 2 Bde.)
- "La séparation de la Hollande et de la Belgique" (De scheiding van Holland en België) (Amsterdam 1830)